# La Guerre des bootleggers
Pour plus de détails, voir Fiche technique et Distribution.
La Guerre des bootleggers (The Moonshine War) est un film américain réalisé par Richard Quine et sorti en 1970. Il s'agit d'une adaptation du roman The Moonshine War d'Elmore Leonard, qui signe lui-même le scénario.

## Synopsis
En 1932, pendant la prohibition aux États-Unis, l'agent fédéral Frank Long (Patrick McGoohan) débarque dans un petit village de cultivateurs qui distillent du whisky clandestinement. Il retrouve un ancien compagnon d'armée en la personne de John W. Martin (Alan Alda) qui est lui-même impliqué dans le trafic et qui refuse de se soumettre à la loi. Face à l'inaction des autorités locales, incarné par le shérif Baylor (Will Geer), Frank Long fait appel au Dr Emmett Taulbee (Richard Widmark) pour l'aider à faire régner l'ordre.

## Fiche technique
- Titre original : The Moonshine War
- Titre français : La Guerre des bootleggers
- Réalisation : Richard Quine
- Scénario : Elmore Leonard, d'après son roman The Moonshine War
- Musique : Fred Karger
- Production : Leonard Blair, James C. Pratt, Martin Ransohoff
- Photographie : Richard H. Kline
- Direction artistique : Edward C. Carfagno et George W. Davis
- Décorateurs-ensembliers : Robert R. Benton et Hugh Hunt
- Société de production : Filmways
- Genre : Western
- Pays de production :  États-Unis
- Durée : 100 minutes
- Dates de sortie :
  - États-Unis : 8 juillet 1970
  - France : 19 mars 1971

## Distribution
- Patrick McGoohan : Frank Long
- Alan Alda : John W. Martin
- Richard Widmark (VF : Gabriel Cattand) : Dr Emmett Taulbee
- Will Geer : Shérif Baylor
- Melodie Johnson : Lizann Simpson
- Joe Williams : Aaron
- Susanne Zenor (en) : Miley Mitchell
- Lee Hazlewood : Dual Metters
- Max Showalter : M. Worthman
- Harry Carey Jr. : Arley Stamper
- John Schuck
- Bo Hopkins
- Claude Johnson
- Dick Peabody
- Tom Nolan
- Charles Tyner
- Teri Garr
- Dick Crokett
- Patty Sauers